# Rogas melanocephalus
Rogas melanocephalus är en stekelart som först beskrevs av Cameron 1887.  Rogas melanocephalus ingår i släktet Rogas och familjen bracksteklar. Inga underarter finns listade i Catalogue of Life.